# (5096) Luzin
(5096) Luzin ist ein Asteroid des inneren Hauptgürtels, der von der ukrainisch-sowjetischen Astronomin Ljudmyla Schurawlowa am 5. September 1983 am Krim-Observatorium in Nautschnyj (IAU-Code 095) entdeckt wurde. Unbestätigte Sichtungen des Asteroiden hatte es schon vorher gegeben: am 4. Oktober 1972 (1972 TH) am Krim-Observatorium in Nautschnyj und am 8. Februar 1981 (1981 CO) an der Anderson Mesa Station des Lowell-Observatoriums im Coconino County, Arizona.
Mittlere Sonnenentfernung (große Halbachse), Exzentrizität und Neigung der Bahnebene des Asteroiden entsprechen der Vesta-Familie, einer großen Gruppe von Asteroiden, benannt nach (4) Vesta, dem zweitgrößten Asteroiden und drittgrößten Himmelskörper des Hauptgürtels.
Die Rotationsperiode von (5096) Luzin wurde am Etscorn Campus Observatory des New Mexico Institutes of Mining and Technology in Socorro mit einem 35-cm-Celestron-Schmidt-Cassegrain-Teleskop an sechs Nächten zwischen dem 26. Oktober und 4. November 2012 mit 3,054 (± 0,002) Stunden bestimmt.
Der Asteroid wurde am 4. Mai 1999 nach dem sowjetischen Mathematiker Nikolai Lusin (1883–1950) benannt. Schon 1976 war ein Marskrater nach Nikolai Lusin benannt worden: Marskrater Luzin.